# Teorema de la divergencia
En cálculo vectorial, el teorema de la divergencia, también conocido como teorema de Gauss o teorema de Gauss-Ostrogradski, es un teorema que relaciona el flujo de un campo vectorial a través de una superficie cerrada con la divergencia del campo en el volumen delimitado por dicha superficie.  
De forma más precisa, el teorema de la divergencia enuncia que la integral de superficie de un campo vectorial sobre una superficie cerrada es igual a la integral de volumen de la divergencia sobre la región dentro de la superficie. Intuitivamente enuncia que la suma de todas las fuentes de un campo en una región da el flujo de salida neto de esa misma región. 
El teorema de la divergencia es un resultado importante en la física y en ingeniería, particularmente en electrostática y en mecánica de fluidos. En estos campos, normalmente se utiliza el teorema en tres dimensiones, sin embargo, puede generalizarse a cualquier número de dimensiones; en una dimensión es equivalente a integración por partes y en dos dimensiones es equivalente al teorema de Green.

## Historia
Joseph-Louis Lagrange introdujo la notación de integral de superficie en 1760 y en 1811 lo hizo en términos más generales en la segunda edición de Mécanique Analytique. Lagrange utilizó integrales de superficie en su trabajo de mecánica de fluidos, él fue quien descubrió el teorema de la divergencia en 1762.
Carl Friedrich Gauss también utilizó integrales de superficie mientras estuvo trabajando en la atracción gravitacional de una esfera elíptica en 1813 cuando demostró casos particulares del teorema de la divergencia pero fue Mijaíl Ostrogradski quien dio la primera demostración general del teorema en 1826 como parte de su investigación. Casos especiales fueron demostrados por George Green en 1828 en An Essay on the Application of Mathematical Analysis to the Theories of Electricity and Magnetism y Siméon Denis Poisson en 1824 en un documento relacionado con elasticidad.

## Teorema
Sea {\displaystyle U} una  región  sólida  acotada  por  una  superficie  cerrada {\displaystyle S}. Si {\displaystyle \mathbf {F} } es un  campo vectorial continuamente diferenciable en un entorno de {\displaystyle U} entonces
{\displaystyle \iint _{\partial U}\mathbf {F} \cdot d\mathbf {S} =\iiint _{U}\nabla \cdot \mathbf {F} \;dV}
donde {\displaystyle S=\partial U}.

## Ejemplo
Supóngase que deseamos evaluar
{\displaystyle \iint _{\partial S}\mathbf {F} \cdot d\mathbf {S} }
donde {\displaystyle \partial S} es la esfera unitaria descrita por
{\displaystyle \partial S=\{(x,y,z)\in \mathbb {R} ^{3}:x^{2}+y^{2}+z^{2}=1\}}
y {\displaystyle \mathbf {F} } es el campo vectorial dado por
{\displaystyle \mathbf {F} (x,y,z)=2x\mathbf {i} +y^{2}\mathbf {j} +z^{2}\mathbf {k} }
Calcular dicha integral resulta algo complicado por lo que para hacer los cálculos más sencillos, usaremos el teorema de la divergencia por lo que
{\displaystyle {\begin{aligned}\iint _{\partial S}\mathbf {F} \cdot d\mathbf {S} &=\iiint _{S}\left(\nabla \cdot \mathbf {F} \right)dV\\&=2\iiint _{S}(1+y+z)dV\\&=2\iiint _{S}dV+2\iiint _{S}ydV+2\iiint _{S}zdV\end{aligned}}}
donde {\displaystyle S} es la bola unitaria dada por
{\displaystyle S=\{(x,y,z)\in \mathbb {R} ^{3}:x^{2}+y^{2}+z^{2}\leq 1\}}
Dado que la función {\displaystyle y} es positiva en un hemisferio de {\displaystyle S} y negativo en el otro entonces la integral sobre {\displaystyle S} vale cero, similarmente para la función {\displaystyle z}, esto es:
{\displaystyle \iiint _{S}ydV=\iiint _{S}zdV=0}
Por lo que 
{\displaystyle {\begin{aligned}\iint _{\partial S}\mathbf {F} \cdot d\mathbf {S} &=\iiint _{S}\left(\nabla \cdot \mathbf {F} \right)dV\\&=2\iiint _{S}dV\\&=2\left({\frac {4\pi }{3}}\right)\\&={\frac {8\pi }{3}}\end{aligned}}}

## Generalizaciones

### Múltiples dimensiones
Puede utilizarse el teorema de Stokes para calcular la integral de volumen {\displaystyle n}-dimensional de la divergencia de un campo vectorial {\displaystyle \mathbf {F} } sobre una región {\displaystyle U} a una integral de superficie {\displaystyle (n-1)}-dimensional de {\displaystyle \mathbf {F} } sobre la frontera de {\displaystyle U}
{\displaystyle \underbrace {\int \cdots \int _{U}} _{n}\nabla \cdot \mathbf {F} \;dV=\underbrace {\oint \cdots \oint _{\partial U}} _{n-1}\mathbf {F} \cdot d\mathbf {S} }
Esta ecuación también es conocida como el teorema de la divergencia.
Cuando {\displaystyle n=2}, esto es equivalente al teorema de Green.
Cuando {\displaystyle n=1}, se reduce a integración por partes.